# جريس غث
الجُرَيس الغث (باللاتينية: Campanula strigosa) نوع نباتي ينتمي إلى جنس الجريس من الفصيلة الجريسية.

## الموئل والانتشار
موطنه بلاد الشام وتركيا.

## مرادفات للاسم العلمي
- (باللاتينية: Campanula russelliana Schult.)
- (باللاتينية: Campanula strigosa Vahl [Illegitimate])
- (باللاتينية: Megalocalyx strigosa (Banks & Sol.) Kolak.)